# اليمن موطن الآثار
اليمن موطن الآثار هو كتاب يتناول تاريخ وحضارة اليمن من عصور ما قبل التاريخ إلى العصور الإسلامية، من خلال عرض نتائج البحوث الأثرية الفرنسية التي أجريت في البلاد منذ أول بعثة في 1982. الكتاب من تحرير جيوم شارلو (بالفرنسية: Guillaume Charloux)‏ وجيريمي شيتكات (بالفرنسية: Jérémie Schiettecatte)‏، وقد صدر باللغة العربية في عام 2020 بالتعاون بين المركز الفرنسي للأثار والعلوم الاجتماعية في صنعاء ودار الآثار للنشر والتوزيع. 
تألف الكتاب من أربعة أجزاء: الجزء الأول يتحدث عن الموطن الأزل للآثار، وهو شبه الجزيرة العربية، ويستعرض تاريخ البحث الأثري في اليمن ودور المركز الفرنسي في تنسيقه. الجزء الثاني يتناول عصور ما قبل التاريخ في اليمن، ويشمل فصولاً عن الفن الصخري، المسوحات الأثرية، المستوطنات البشرية، والذاكرة الحجرية. الجزء الثالث يخصص لحضارة جنوب شبه الجزيرة العربية، وهي حضارة مملكة سبأ ومملكة حضرموت ومملكة قتبان وغيرها، ويتضمن فصولاً عن تجارة التوابل، والكتابة القديمة، والمعابد، والمدن، والموانئ الإقليمية. أما الجزء الرابع فيتحدث عن العصر الإسلامي في اليمن.

## خلفية
يُعد الصيدلي توماس جوزيف أرنو (1812–1882م) الذي حظي بدعم من قنصل فرنسا بجدة فلجانس فرينل، الدافع الحقيقي الأول للبحوث الأثرية الفرنسية في اليمن. يروي أرنو في كتابه عن "حكاية رحلة إلى مأرب (سبأ) في جنوب شبه الجزيرة العربية" في سنة 1843م، زيارته لمعبدي أوام وبران، كما رسم خريطة لمأرب وسدَّها العريق، وعاد من رحلته وبحوزته 56 نسخة من النقوش التي عثر عليها في مأرب وصرواح. 

### المركز الفرنسي للآثار والعلوم الاجتماعية بصنعاء
تأسس المركز في عام 1982 حيث كان يُعرف باسم المركز الفرنسي للدراسات اليمنية (CFEY)، وكان الغرض الرئيسي منة توفير السكن للبعثات الأثرية والباحثين المشاركين في العمل الميداني داخل حدود ما كان يعرف آنذاك الجمهورية العربية اليمنية.  وسرعان ما توسع أختصاص المركز ليشمل الجزيرة العربية والقرن الأفريقي، وشملت مجالاته علم الآثار، العلوم الاجتماعية والفنون بشكل عام، مما أدى إلى تغيير اسم المركز الى المركز الفرنسي للآثار والعلوم الاجتماعية بصنعاء (CEFAS).

## كتب أخرى
- فن الرسوم الصخرية واستيطان اليمن في عصور ما قبل التاريخ (2009). [4]
- الفن الصخري والمستوطنات البشرية في عصور ما قبل التاريخ في اليمن (2007). [fr 2]
- نقوش جامع بن في اليمن (1996). [fr 3]
- شبوة، عاصمة حضرموت القديمة: نتائج أعمال البعثة الأثرية الفرنسية اليمنية (1996). [5]
- الحجرة وقلاع المعرفة في اليمن (1996). [fr 4]

## وصلات خارجية
- الإصدار الأصلي بالفرنسية: Charloux, Guillaume; Schiettecatte, Jérémie (2016). Yémen, terre d'archéologie (بالفرنسية). [Sanaa] Paris: CEFAS Geuthner. ISBN:978-2-7053-3939-5. Archived from the original on 2023-07-21. Retrieved 2023-07-21. {{استشهاد بكتاب}}: |موقع= تُجوهل (help)
- النسخة المترجمة بالعربية: شارلو، جيوم؛ شيتكات، جيريمي، المحررون (23 مارس 2020). اليمن موطن الآثار. Histoire et société de la péninsule Arabique. Sanaa: Centre français de recherche de la péninsule Arabique. ISBN:978-2-909194-67-7. مؤرشف من الأصل في 2023-05-29.